# Санкт-Андре (Каринтія)
Санкт-Андре (нім. Sankt Andrä) — місто в Австрії, в федеральній землі Каринтія, у окрузі Вольфсберг.